# Elim (Alaska)
Elim – miasto w Stanach Zjednoczonych, w stanie Alaska, w okręgu Nome. 